# Круглов, Николай Николаевич
Никола́й Никола́евич Кругло́в (род. 8 апреля 1981, Горький) — российский биатлонист, кавалер ордена «Дружбы», участник двух Олимпиад, серебряный призёр Игр 2006 года, четырёхкратный чемпион мира. Единственный из россиян двукратный победитель чемпионата мира в смешанных эстафетах.
После завершения карьеры — спортивный комментатор, эксперт на радио и ТВ.
Заслуженный мастер спорта России. Сын Николая Круглова-старшего.

## Биография
Личный тренер и отец — Николай Круглов-старший. В седьмом классе начал заниматься лыжными гонками в СДЮШОР № 5 г. Нижнего Новгорода, под руководством тренера Игоря Вартмана. В восьмом классе поступил в училище олимпийского резерва № 1 в группу Юрия Кузьмина. В одиннадцатом классе Николай Круглов стал победителем Первенства России по лыжным гонкам среди юношей.
С 1999 года перешел в биатлон и переехал в Ханты-Мансийский автономный округ. В биатлоне его наставниками стали Валерий Захаров и Николай Круглов-старший. В первом же сезоне стал двукратным победителем первенства Европы и двукратным серебряным призёром первенства мира среди юниоров.
В сезоне 2001—2002 лидер одержал две победы на первенстве Европы и завоевал три серебряные медали первенства мира среди юниоров в Ханты-Мансийске. По завершении сезона вошел в основной состав национальной сборной по биатлону.
На протяжении нескольких сезонов неоднократно поднимался на подиум этапов кубка мира. В 2005 году впервые стал чемпионом мира в смешанной эстафете.
В 2006 году в Турине завоевал серебряную медаль Олимпийских игр в эстафете. Спустя несколько недель в словенской Поклюке стал чемпионом мира в смешанной эстафете.
В 2007 году на чемпионате мира в Италии также стал чемпионом в эстафете.
В 2008 году на чемпионате мира в Швеции в четвёртый раз стал чемпионом мира и завоевал бронзу в смешанной эстафете.
В 2009 году заболел ангиной и был вынужден отказаться от дальнейших выступлений на мировом первенстве. На Олимпиаде 2010 года в Ванкувере в индивидуальной гонке после третьей стрельбы был одним из лидеров, на четвёртом круге в результате падения у винтовки оторвался переносной ремень, и Круглов до самого рубежа нёс оружие в руках. В результате финишировал одиннадцатым. После Олимпиады объявил о завершении своей спортивной карьеры.
- Тренер в сборной — Владимир Аликин.
- Серебряный призёр Зимних Олимпийских игр 2006 в эстафете.
- Один из двух двукратных чемпионов мира в смешанной эстафете (2005 и 2006). Второй двукратный чемпион мира — Уле-Эйнар Бьёрндален.
- Также двукратный чемпион мира в классической эстафете (2007 и 2008).
- Лучший результат в Кубке мира — 8 место (2004-2005 и 2006-2007).

Выиграл три индивидуальных гонки Кубка мира:
- гонку преследования в Поклюке в 2005 году,
- спринт и гонку преследования в Оберхофе в 2007 году.
- Общее количество попаданий в тройку призёров (без учёта эстафет) — 14.
- В сезоне 2004—2005 имел абсолютно лучшую статистику стрельбы в Кубке мира (общая 91 %, лёжа 92 %, стоя 90 %).

## После спорта
После завершения спортивной карьеры Николай Круглов возглавил федерацию лыжных гонок и биатлона Нижегородской области. Затем, вошел в состав регионального Правительства. С января 2011 Николай Круглов занимал пост заместителя министра спорта и молодёжной политики Нижегородской области.
В 2014 г. перешел на работу в Авиакомпанию «ЮТэйр», где занимал должность руководителя управления по корпоративным коммуникациям. По итогам 2016 года вошел в сотню лучших директоров по общественным и корпоративным связям, заняв 5 строчку в категории «Транспорт», рейтинга ТОП-1000 менеджеров России издательского дома «Коммерсантъ».
В 2017 году перешел на позицию вице-президента агентства Elefante. По итогам 2017 года вошел в сотню лучших коммерческих директоров компаний, оказывающих профессиональные услуги рейтинга «Топ-1000 российских менеджеров».
В конце 2017 года основал агентство спортивных коммуникаций, маркетинга и организации мероприятий #ASCME.
C 2020 года возглавляет "Одинцовский парк культуры, спорта и отдыха им. Героя России Л. Лазутиной"
Член Ассоциации директоров по коммуникациям и корпоративным медиа.
С 2011 года — спортивный комментатор и эксперт на радио и телевидении (1 канал и телеканал Eurosport).
Выкупил олимпийские медали отца, которые тот продал для финансирования подготовки сына в детские годы.

## Результаты

### Юниорские достижения
| Год  | Место проведения  | Возраст | Инд | Спр | Пр | Эст |
| ---- | ----------------- | ------- | --- | --- | -- | --- |
| 2000 | ЧЕ Закопане       | U21     | —   | 1   | 1  | —   |
| 2000 | ЧМ Хохфильцен     | U21     | —   | 8   | 2  | 2   |
| 2001 | ЧЕ Оте-Морьен     | U21     | 1   | 6   | 5  | 1   |
| 2001 | ЧМ Ханты-Мансийск | U21     | 7   | 2   | 2  | 2   |

### Статистика выступлений в Кубке мира
| Результат                | Личные гонки | Личные гонки | Личные гонки | Личные гонки | Личные гонки | Эстафеты | Эстафеты | Эстафеты |
| Результат                | Инд          | Спр          | Пр           | МС           | Всего        | Эст      | См       | Всего    |
| ------------------------ | ------------ | ------------ | ------------ | ------------ | ------------ | -------- | -------- | -------- |
| 1 место                  |              | 1            | 2            |              | 3            | 5        | 2        | 7        |
| 2 место                  |              | 3            | 4            | 2            | 9            | 13       |          | 13       |
| 3 место                  | 1            |              | 1            |              | 2            | 2        | 1        | 3        |
| Финиш в 10-ке            | 5            | 19           | 20           | 8            | 52           | 26       | 3        | 29       |
| Финиш в очках            | 16           | 51           | 39           | 24           | 130          | 27       | 3        | 30       |
| Вне очков                | 8            | 18           | 11           |              | 27           | 3        |          | 3        |
| Старты                   | 24           | 69           | 50           | 24           | 167          | 30       | 3        | 33       |
| по итогам сезона 2009/10 |              |              |              |              |              |          |          |          |

### Итоговое положение в зачёте индивидуальных дисциплин
| Дисциплина           | 2001/02 | 2002/03 | 2003/04  | 2004/05 | 2005/06  | 2006/07  | 2007/08  | 2008/09  | 2009/10  |
| -------------------- | ------- | ------- | -------- | ------- | -------- | -------- | -------- | -------- | -------- |
| Индивидуальная гонка | — (0)   | — (0)   | — (0)    | 8 (85)  | 32 (22)  | 9 (76)   | 18 (38)  | 25 (52)  | 34 (39)  |
| Спринт               | — (0)   | 28 (67) | 13 (161) | 8 (204) | 20 (128) | 3 (242)  | 9 (183)  | 38 (83)  | 26 (126) |
| Преследование        | 64 (9)  | 42 (26) | 11 (175) | 7 (230) | 17 (106) | 11 (154) | 15 (129) | 26 (83)  | 26 (79)  |
| Масс-старт           | —       | —       | 19 (48)  | 9 (184) | 21 (67)  | 11 (102) | 2 (143)  | 31 (38)  | 32 (47)  |
|                      |         |         |          |         |          |          |          |          |          |
| Общий зачёт          | 80 (9)  | 42 (93) | 14 (390) | 8 (603) | 20 (323) | 8 (586)  | 9 (493)  | 31 (256) | 31 (291) |

| 2009/10 Итоги | 2009/10 Итоги | Эстерсунд | Эстерсунд | Эстерсунд | Хохфильцен | Хохфильцен | Хохфильцен | Поклюка | Поклюка | Поклюка | Оберхоф | Оберхоф | Оберхоф | Рупольдинг | Рупольдинг | Рупольдинг | Антхольц | Антхольц | Антхольц | ОИ Ванкувер | ОИ Ванкувер | ОИ Ванкувер | ОИ Ванкувер | ОИ Ванкувер | Контиолахти | Контиолахти | Контиолахти | Холменколлен | Холменколлен | Холменколлен | Ханты-Мансийск | Ханты-Мансийск | Ханты-Мансийск |
| Очков         | Место         | Инд       | Спр       | Эст       | Спр        | Пр         | Эст        | Инд     | Спр     | Пр      | Эст     | Спр     | МС      | Спр        | МС         | Эст        | Инд      | Спр      | Пр       | Спр         | Пр          | Инд         | МС          | Эст         | См          | Спр         | Пр          | Спр          | Пр           | МС           | Спр            | МС             | См             |
| 291           | 31            | 50        | 49        | —         | 2          | 6          | 2          | 40      | 30      | 26      | —       | 9       | 8       | 52         | 28         | —          | 33       | 12       | 15       | —           | —           | 11          | —           | —           | —           | —           | —           | —            | —            | —            | 71             | —              | —              |

| 2008/09 Итоги | 2008/09 Итоги | Эстерсунд | Эстерсунд | Эстерсунд | Хохфильцен | Хохфильцен | Хохфильцен | Хохфильцен | Хохфильцен | Хохфильцен | Оберхоф | Оберхоф | Оберхоф | Рупольдинг | Рупольдинг | Рупольдинг | Антхольц | Антхольц | Антхольц | ЧМ Пхёнчхан | ЧМ Пхёнчхан | ЧМ Пхёнчхан | ЧМ Пхёнчхан | ЧМ Пхёнчхан | ЧМ Пхёнчхан | Уистлер | Уистлер | Уистлер | Тронхейм | Тронхейм | Тронхейм | Ханты-Мансийск | Ханты-Мансийск | Ханты-Мансийск |
| Очков         | Место         | Инд       | Спр       | Пр        | Спр        | Пр         | Эст        | Инд        | Спр        | Эст        | Эст     | Спр     | МС      | Эст        | Спр        | Пр         | Спр      | Пр       | МС       | Спр         | Пр          | Инд         | См          | МС          | Эст         | Инд     | Спр     | Эст     | Спр      | Пр       | МС       | Спр            | Пр             | МС             |
| 256           | 31            | 18        | 22        | 9         | 16         | 4          | 1          | 12         | 15         | DSQ        | DSQ     | 28      | 19      | DSQ        | —          | —          | 48       | 33       | 25       | 66          | —           | —           | —           | —           | —           | —       | —       | —       | —        | —        | —        | —              | —              | —              |

| 2007/08 Итоги | 2007/08 Итоги | Контиолахти | Контиолахти | Контиолахти | Хохфильцен | Хохфильцен | Хохфильцен | Поклюка | Поклюка | Поклюка | Оберхоф | Оберхоф | Оберхоф | Рупольдинг | Рупольдинг | Рупольдинг | Антхольц | Антхольц | Антхольц | ЧМ Эстерсунд | ЧМ Эстерсунд | ЧМ Эстерсунд | ЧМ Эстерсунд | ЧМ Эстерсунд | ЧМ Эстерсунд | Пхёнчхан | Пхёнчхан | Пхёнчхан | Ханты-Мансийск | Ханты-Мансийск | Ханты-Мансийск | Холменколлен | Холменколлен | Холменколлен |
| Очков         | Место         | Инд         | Спр         | Пр          | Спр        | Пр         | Эст        | Инд     | Спр     | Эст     | Эст     | Спр     | МС      | Эст        | Спр        | Пр         | Спр      | Пр       | МС       | Спр          | Пр           | См           | Инд          | МС           | Эст          | Спр      | Пр       | См       | Спр            | Пр             | МС             | Спр          | Пр           | МС           |
| 493           | 9             | 8           | 16          | 9           | 19         | 22         | 2          | 23      | 6       | 1       | 2       | 20      | 2       | 2          | DNS        | —          | 2        | 2        | 17       | 26           | 25           | 3            | —            | —            | 1            | —        | —        | —        | 6              | 5              | 5              | 10           | 28           | 2            |

| 2006/07 Итоги | 2006/07 Итоги | Эстерсунд | Эстерсунд | Эстерсунд | Хохфильцен | Хохфильцен | Хохфильцен | Хохфильцен | Хохфильцен | Хохфильцен | Оберхоф | Оберхоф | Оберхоф | Рупольдинг | Рупольдинг | Рупольдинг | Поклюка | Поклюка | Поклюка | ЧМ Антхольц | ЧМ Антхольц | ЧМ Антхольц | ЧМ Антхольц | ЧМ Антхольц | ЧМ Антхольц | Лахти | Лахти | Лахти | Холменколлен | Холменколлен | Холменколлен | Ханты-Мансийск | Ханты-Мансийск | Ханты-Мансийск |
| Очков         | Место         | Инд       | Спр       | Пр        | Спр        | Пр         | Эст        | Спр        | Спр        | Эст        | Эст     | Спр     | Пр      | Эст        | Спр        | МС         | Спр     | Пр      | МС      | Спр         | Пр          | Инд         | См          | Эст         | МС          | Инд   | Спр   | Пр    | Инд          | Пр           | МС           | Спр            | Пр             | МС             |
| 586           | 8             | 29        | 20        | 10        | 56         | 9          | —          | 7          | 23         | 2          | 1       | 1       | 1       | 2          | 5          | 6          | 4       | 24      | 8       | 12          | 16          | 5           | 9           | 1           | 12          | 9     | 10    | 9     | 20           | 31           | 15           | 15             | 42             | 21             |

| 2005/06 Итоги | 2005/06 Итоги | Эстерсунд | Эстерсунд | Эстерсунд | Хохфильцен | Хохфильцен | Хохфильцен | Осрблье | Осрблье | Осрблье | Оберхоф | Оберхоф | Оберхоф | Рупольдинг | Рупольдинг | Рупольдинг | Антхольц | Антхольц | Антхольц | ОИ Турин | ОИ Турин | ОИ Турин | ОИ Турин | ОИ Турин | Поклюка | Поклюка | Поклюка | Контиолахти | Контиолахти | Контиолахти | Холменколлен | Холменколлен | Холменколлен |
| Очков         | Место         | Спр       | Пр        | Эст       | Инд        | Спр        | Эст        | Инд     | Спр     | Пр      | Эст     | Спр     | МС      | Эст        | Спр        | Пр         | Спр      | Пр       | МС       | Инд      | Спр      | Пр       | Эст      | МС       | Спр     | Пр      | См      | Спр         | Пр          | МС          | Спр          | Пр           | МС           |
| 323           | 20            | 8         | 4         | 2         | 20         | 12         | 2          | 20      | 9       | 7       | 2       | 12      | 11      | 5          | 71         | —          | —        | —        | —        | —        | 21       | 11       | 2        | 21       | 43      | 21      | 1       | 55          | DNS         | 20          | 15           | 34           | 12           |

| 2004/05 Итоги | 2004/05 Итоги | Бейтостолен | Бейтостолен | Бейтостолен | Холменколлен | Холменколлен | Холменколлен | Эстерсунд | Эстерсунд | Эстерсунд | Оберхоф | Оберхоф | Оберхоф | Рупольдинг | Рупольдинг | Рупольдинг | Антхольц | Антхольц | Антхольц | Чезана Сан-Сикарио | Чезана Сан-Сикарио | Чезана Сан-Сикарио | Поклюка | Поклюка | Поклюка | ЧМ Хохфильцен | ЧМ Хохфильцен | ЧМ Хохфильцен | ЧМ Хохфильцен | ЧМ Хохфильцен | Ханты-Мансийск | Ханты-Мансийск | Ханты-Мансийск | Ханты-Мансийск |
| Очков         | Место         | Спр         | Пр          | Эст         | Инд          | Спр          | Пр           | Спр       | Пр        | МС        | Эст     | Спр     | Пр      | Эст        | Спр        | Пр         | Инд      | Спр      | Пр       | Инд                | Спр                | Эст                | Спр     | Пр      | МС      | Спр           | Пр            | Инд           | Эст           | МС            | Спр            | Пр             | МС             | См             |
| 603           | 8             | 2           | 2           | 3           | 7            | 14           | 8            | 50        | 33        | 11        | 3       | 11      | 17      | 4          | 49         | DNS        | 3        | 36       | 4        | 21                 | 4                  | 2                  | 6       | 1       | 13      | 5             | 4             | 35            | 2             | 4             | 26             | 21             | —              | 1              |

| 2003/04 Итоги | 2003/04 Итоги | Контиолахти | Контиолахти | Контиолахти | Хохфильцен | Хохфильцен | Хохфильцен | Осрблье | Осрблье | Осрблье | Поклюка | Поклюка | Поклюка | Рупольдинг | Рупольдинг | Рупольдинг | Антхольц | Антхольц | Антхольц | ЧМ Оберхоф | ЧМ Оберхоф | ЧМ Оберхоф | ЧМ Оберхоф | ЧМ Оберхоф | Лэйк-Плэсид | Лэйк-Плэсид | Форт-Кент | Форт-Кент | Форт-Кент | Холменколлен | Холменколлен |
| Очков         | Место         | Спр         | Эст         | Пр          | Спр        | Эст        | Пр         | Инд     | Спр     | Пр      | Спр     | Пр      | МС      | Эст        | Спр        | Пр         | Инд      | Спр      | МС       | Спр        | Пр         | Инд        | Эст        | МС         | Спр         | Пр          | Спр       | Пр        | МС        | Спр          | Пр           |
| 390           | 14            | 24          | 4           | 27          | 55         | —          | DNF        | 40      | 8       | 14      | 6       | 2       | 23      | —          | 34         | 32         | 51       | 13       | 25       | 12         | 14         | —          | 5          | 17         | 14          | 2           | 23        | 3         | 10        | 12           | 43           |

| 2002/03 Итоги | 2002/03 Итоги | Эстерсунд | Эстерсунд | Эстерсунд | Поклюка | Поклюка | Поклюка | Осрблье | Осрблье | Осрблье | Оберхоф | Оберхоф | Оберхоф | Рупольдинг | Рупольдинг | Рупольдинг | Антхольц | Антхольц | Антхольц | Лахти | Лахти | Холменколлен | Холменколлен | Холменколлен | Эстерсунд | Эстерсунд | Эстерсунд | ЧМ Ханты-Мансийск | ЧМ Ханты-Мансийск | ЧМ Ханты-Мансийск | ЧМ Ханты-Мансийск | ЧМ Ханты-Мансийск |
| Очков         | Место         | Спр       | Эст       | Пр        | Эст     | Спр     | Пр      | Спр     | Эст     | Пр      | Спр     | Эст     | МС      | Эст        | Спр        | Пр         | Инд      | Эст      | МС       | Спр   | МС    | Эст          | Спр          | Пр           | Спр       | Инд       | Пр        | Спр               | Пр                | Инд               | Эст               | МС                |
| 93            | 42            | —         | —         | —         | —       | 45      | 18      | 27      | —       | 51      | 27      | —       | —       | 6          | 24         | 19         | 56       | —        | —        | 4     | —     | 2            | 51           | 30           | 19        | 37        | 32        | —                 | —                 | 39                | —                 | —                 |

| 2001/02 Итоги | 2001/02 Итоги | Хохфильцен | Хохфильцен | Хохфильцен | Поклюка | Поклюка | Поклюка | Осрблье | Осрблье | Осрблье | Оберхоф | Оберхоф | Оберхоф | Рупольдинг | Рупольдинг | Рупольдинг | Антхольц | Антхольц | Антхольц | ОИ Солт-Лейк-Сити | ОИ Солт-Лейк-Сити | ОИ Солт-Лейк-Сити | ОИ Солт-Лейк-Сити | Эстерсунд | Эстерсунд | Лахти | Лахти | Лахти | Холменколлен | Холменколлен | Холменколлен |
| Очков         | Место         | Спр        | Эст        | Пр         | Инд     | Эст     | Пр      | Инд     | Спр     | МС      | Спр     | Пр      | МС      | Эст        | Спр        | Пр         | Инд      | Эст      | Пр       | Инд               | Спр               | Пр                | Эст               | Спр       | Пр        | Спр   | Эст   | Пр    | Спр          | Пр           | МС           |
| 9             | 80            | —          | —          | —          | —       | —       | —       | —       | —       | —       | —       | —       | —       | —          | —          | —          | 36       | 7        | 22       | —                 | —                 | —                 | —                 | —         | —         | 36    | 12    | 42    | 42           | 38           | —            |